# Pierre Cuypers (homme politique)
Pour les articles homonymes, voir Pierre Cuypers et Cuypers.
Pierre Cuypers, né le 23 mars 1944, est un homme politique français, sénateur de Seine-et-Marne depuis 2016.

## Biographie

### Vie professionnelle
Dirigeant d'une exploitation agricole céréalière, il est président de la chambre d’agriculture pendant 18 ans et président de la Fédération départementale des syndicats d’exploitants agricoles (FDSEA) pendant 13 ans. Il est également membre du conseil économique et social d’Île-de-France.

### Carrière politique
Élu conseiller municipal d'Aubepierre en 1971, il devient maire délégué en 1973 lors de la fusion de la ville avec Ozouer-le-Repos pour donner Aubepierre-Ozouer-le-Repos. Lors des élections municipales de 2008, il est élu maire[réf. nécessaire].  
Cinquième sur la liste conduite par Jean-Jacques Hyest lors des élections sénatoriales de 2011, il devient sénateur le 1er décembre 2016 au lendemain du décès de Michel Houel. 
Investi en seconde position sur la liste menée par Anne Chain-Larché et soutenue par Les Républicains, il est réélu sénateur lors des élections sénatoriales de 2017. 
Il est membre du groupe Les Républicains du Sénat et siège au sein de la Commission des Affaires économiques et de la Commission des Affaires européennes.

### Engagements et prises de position
En février 2019, il s'oppose au projet de privatisation de la société Aéroports de Paris et vote l'amendement déposé par le sénateur Roger Karoutchi visant à supprimer l'article 44 du projet de loi PACTE qui prévoyait cette privatisation. (Amendement adopté par 245 voix contre 78).
Face au maintien du projet et dénonçant la volonté de l'État de « vendre ses actifs stratégiques pour se créer une trésorerie », il soutient la procédure de référendum d'initiative partagée contre la privatisation de la société Aéroports de Paris en cosignant la proposition de loi référendaire des députés Gilles Carrez, Valérie Rabault et du sénateur Patrick Kanner.

## Mandats
- Maire d'Aubepierre-Ozouer-le-Repos : de 2008 à 2017
- Sénateur de Seine-et-Marne : depuis 2016

## Décorations
- Commandeur du Mérite agricole
- Chevalier de la Légion d'honneur